# Trebnitzer Brücke
Trebnitzer Brücke(n) oder Trzebnicaer Brücke(n) (polnisch mosty Trzebnickie, nach der Stadt Trzebnica/Trebnitz), ehemals Rosent(h)aler Brücke, ist ein Brückenzug über der Alten Oder, dem Stadtkanal und dem Großschifffahrtkanal in Breslau.

## Geschichte
Die Lage der Brücke deckt sich mit einer alten Furt, die nach archäologischen Funden seit der Bronzezeit bekannt war.
Im 19. Jahrhundert wurde zwischen der Breslauer Odervorstadt und dem Dorf Rosenthal (heute Breslauer Stadtteil Różanka) über die Alte Oder eine hölzerne Brücke errichtet, die Rosenthaler Brücke genannt wurde. Als 1892–1897 im Zuge der Baumaßnahmen für die neuen Stadthafenanlagen links bzw. südlich der Alten Oder der Stadtkanal erbaut wurde, wurde dieser in der Verlängerung der Rosenthaler Brücke mittels einer einjochigen Balkenbrücke aus Stahl (bzw. nach damaligem Sprachgebrauch Eisen) überbrückt. Schon bald hat sich diese südliche Rosentaler Brücke (so die Schreibweise nach der Rechtschreibreform von 1901) als zu niedrig gelegen erwiesen, so dass sie 1904–1905 durch einen Neubau mit Stahlfachwerkträgern ersetzt wurde.
Zu Beginn des 20. Jahrhunderts wurde der wenige Jahre zuvor erbaute Stadtkanal zu einem Nadelöhr für die Binnenschifffahrt, so dass ein neuer Großschifffahrtsweg in Angriff genommen wurde. Im Bereich der nördlichen Rosentaler Brücke sollte in diesem Zuge rechts bzw. nördlich der Alten Oder der Rosentaler Kanal angelegt werden. Auf Grund der erforderlichen lichten Höhe und des hohen Alters wurde die gesamte alte hölzerne Rosentaler Brücke Nord durch eine wenige Meter flussabwärts gelegene Stahlbrücke ersetzt. Die neue Brücke nach dem Entwurf von Günther Trauer, die sowohl die Alte Oder als auch den Rosentaler Kanal überspannte, wurde im Jahr 1916 in Betrieb genommen. In den 1930er Jahren wurden über den Brückenzug Rosentaler Brücke Straßenbahngleise verlegt.
Den Zweiten Weltkrieg überstanden die Brücken unbeschädigt. 1945 wurden die Brücken auf Polnisch in most Trzebnicki Północny (Nordbrücke von 1916) und most Trzebnicki Południowy (Südbrücke von 1905) umbenannt. Am 15. Juni 1976 wurden beide Brücken in die Liste der Einzel-Baudenkmäler aufgenommen. In den 1980er Jahren wurden sie saniert und die Fahrbahnen grundlegend umgebaut, erneute Sanierungen fanden 1992 und in den 2000er Jahren statt.

## Beschreibung
Die nördliche Trebnitzer Brücke hat vier Öffnungen von jeweils 52 m, wobei die nördliche den Rosentaler Kanal (poln. Kanał Różanka), die beiden mittleren die Alte Oder (poln. Stara Odra) und die südliche das Deichvorland überspannt. Die nur 7,5 m breite Fahrbahn mit zwei Straßenbahngleisen liegt zwischen den Stahlbogenpaaren auf der Höhe der Bogenmitte. Die 2,25 m breiten Bürgersteige befinden sich auf den Außenseiten der Bögen. Die Stahlkastenbögen sind als Zweigelenkbögen konzipiert. Die Versteifung in Querrichtung konnte dank der erheblichen Breite der Bogenkästen ohne Windverbände gesichert werden. Die Bögen sind unterhalb der Fahrbahn auf mit Granit verkleideten Pfeilern aus Beton gelagert, was der Brücke eine unverwechselbare Silhouette verleiht.
Die Achse der südlichen Brücke deckt sich nicht mit der nördlichen Brücke, so dass eine Straßenkurve auf dem Deich zwischen der Alten Oder und dem Stadtkanal (poln. Kanał Miejski) besteht. Die einjochige südliche Brücke hat zwei genietete parallelgurtige Fachwerkträger mit der Fahrbahn auf der Höhe der unteren Gurtes und ebenfalls außen angeordneten Bürgersteigen. Die gusseisernen Geländer sind mit geometrischen Motiven geschmückt. Die Brückenköpfe sind mit gestockten Granitplatten verkleidet.